# بانی بلو
بانی بلو (انگلیسی: Bunny Bleu؛ زاده ۱ ژوئن ۱۹۶۴) بازیگر پورنوگرافی اهل ایالات متحده آمریکا است.